# Marmoutier
Marmoutier (Duits: Maursmünster) is stadje en een gemeente in het Franse departement Bas-Rhin in de regio Grand Est. De plaats maakt deel uit van het arrondissement Saverne. De gemeente telde 2.703 inwoners op 1 januari 2022.

## Geschiedenis
In Marmoutier staat nog de abdijkerk van de abdij van Marmoutier die in 589 opgericht is door de Ierse monnik Sint Columbanus of door een zekere  Sint-Leobard of Liebhard, een van zijn directe volgelingen, die in ieder geval als de eerste abt vermeld wordt.
In 724 werd het klooster door brand verwoest en daarna herbouwd onder leiding van een abt met de naam Maurus. 
De naam van de plaats is waarschijnlijk te verklaren als: Mauri monasterium, Latijn voor:  klooster van Maurus. 
In 816 werkte Benedictus van Aniane hier enige tijd aan de hervorming van de kloosterregel van de benedictijnen. Een paar jaar later brandde de abdij af, maar werd spoedig herbouwd. 
De abdij liep zware schade op tijdens de Duitse Boerenoorlog (1524) en gedurende de Dertigjarige Oorlog.
Na de Franse Revolutie werd het klooster gesloten. Alleen de kloosterkerk bleef staan.
Marmoutier had in de 19e eeuw een naar verhouding rijk joods leven. Er is nog steeds een grote Joodse begraafplaats.
Zie ook Mark Marmoutier voor de geschiedenis van de omgeving van het stadje.
Marmoutier was de hoofdplaats van het gelijknamige kanton tot het op 22 maart 2015 werd opgeheven en de gemeenten werden opgenomen in het kanton Saverne.

## Bezienswaardigheden
De kloosterkerk van de voormalige abdij is de voornaamste bezienswaardigheid van Marmoutier. De kerk heeft romaanse, gotische en renaissance-gedeeltes. De kerk bezit een piëta uit omstreeks 1500 en een fraai kerkorgel uit de 18e eeuw.
Het stadje bezit diverse schilderachtige vakwerkhuizen.

## Geboren in Marmoutier
- Albert Kahn (1860-1940), bankier en mecenas
- Alphonse Lévy (1843-1918), schilder, illustrator en karikaturist, bijgenaamd Saïd, tekende het joodse leven in Frankrijk en Algiers
- Isaac Lévy (1835-1912), opperrabbijn

## Geografie
De oppervlakte van Marmoutier bedraagt 14,07 vierkante kilometer; Op 1 januari 2022 was de bevolkingsdichtheid 192,1 inwoners per km².

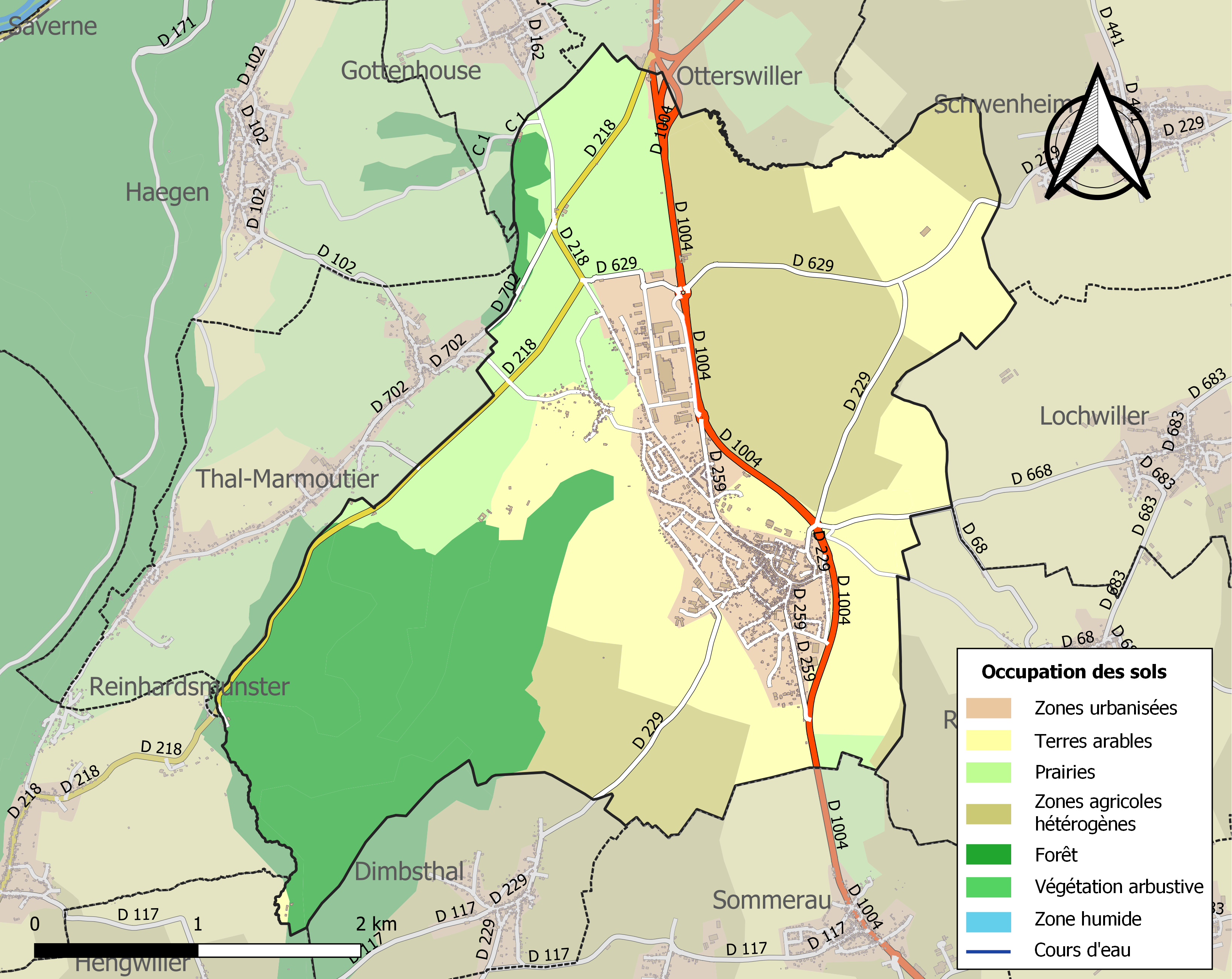
Kaart van de gemeente met de belangrijkste infrastructuur, bodemgebruik en omliggende gemeenten

## Demografie
Onderstaande figuur toont het verloop van het inwonertal.
Altenheim · Balbronn · Crastatt · Cosswiller · Dettwiller · Dimbsthal · Eckartswiller · Ernolsheim-lès-Saverne · Friedolsheim · Furchhausen · Gottesheim · Gottenhouse · Haegen · Hattmatt · Hengwiller · Hohengœft · Jetterswiller · Kleingœft · Knœrsheim · Landersheim · Littenheim · Lochwiller · Lupstein · Maennolsheim · Marmoutier · Monswiller · Ottersthal · Otterswiller · Printzheim · Rangen · Reinhardsmunster · Reutenbourg · Romanswiller ·Saessolsheim · Saint-Jean-Saverne · Saverne · Sommerau · Steinbourg · Schwenheim · Thal-Marmoutier · Traenheim · Waldolwisheim · Wangenbourg-Engenthal · Wasselonne · Westhoffen · Westhouse-Marmoutier · Wolschheim · Zehnacker · Zeinheim